# Kota Watanabe
Kota Watanabe (渡辺 皓太, Watanabe Kota, Kawasaki, 18 oktober 1998) is een Japans voetballer die als middenvelder speelt bij Yokohama F. Marinos.

## Clubcarrière
Watanabe begon zijn carrière in 2016 bij Tokyo Verdy. In 4 jaar speelde hij er 90 competitiewedstrijden. Hij tekende in augustus 2019 bij Yokohama F. Marinos. Met deze club werd hij in 2019 kampioen van Japan.

## Interlandcarrière
Hij nam met het Japans voetbalelftal deel aan de Copa América 2019.